# 中村宗平
中村 宗平（なかむら むねひら）は、平安時代後期から鎌倉時代初期の相模国の武士。

## 概要
相模国余綾郡中村郷（現・神奈川県小田原市東部）の人で、同地を自らの名字の地とした在庁官人。天養元年（1144年）源義朝が大庭御厨を侵略した際の配下として三浦義継・義明父子とともに名が見え、そのころには自領を有力権門に寄進して中村庄を成立させ、自らその荘官になっていた。宗平の子らはいずれも相模国南西部を領し、中村党というべき武士団を形成した。
嫡子の重平は早世したとみられるが、治承4年（1180年）義朝の子の頼朝が挙兵した時には中村党から孫の景平、盛平や土肥実平、遠平、土屋宗遠、義清、忠光らが従軍している。同年、鎌倉に入った頼朝の命で頼朝の異母兄・朝長の旧宅である松田亭を修築した。文治2年（1186年）頼朝の命を受けて三浦義澄とともに困窮した相模国内の百姓らに米を与えている。中世、中村党においては土肥氏や土屋氏が栄えた一方で、中村氏は振るわなかった。